# Parque Nacional Govind Pashu Vihar
O Parque Nacional Govind Pashu Vihar e Santuário da Vida Selvagem é um parque nacional em Uttarakhand, na Índia, estabelecido inicialmente como um santuário da vida selvagem em 1955 e depois convertido em um parque nacional.
O parque foi criado em 1 de março de 1955 e está situado no distrito de Uttarkashi, no estado indiano de Uttarakhand. O parque fica nas partes mais altas do Himalaia Garhwal. A área total do Parque Nacional Govind Pashu Vihar e Santuário da Vida Selvagem é de 958 km2 (370 milhas quadradas).
O Projeto Snow Leopard, iniciado pelo governo da Índia, está sendo gerenciado neste santuário. Além disso, é uma das fortalezas remanescentes no Himalaia do abutre barbudo, um catalisador ecológico vital.

## O parque
A altitude no parque varia de 1.400 a 6.323 metros (4.593 a 20.745 pés) acima do nível do mar. Dentro do parque ha o vale Har Ki Doon, que é um local conhecido para caminhadas, enquanto o lago de alta altitude Ruinsiyara também é popular como destino turístico. O Har-ki-dun Forest Rest House é conhecido por sua localização em meio a um vale de flores silvestres. As casas de repouso florestais de Naitwar, Taluka e Osla estão a caminho de Hari-ki-dun e atraem grande número de turistas.
A cidade mais próxima do parque é Dharkarhi, a 17 km (11 milhas) do parque. O aeroporto e a estação ferroviária mais próximos estão em Dehradun, a uma distância de 190 km (120 milhas).

### Fauna
Existem cerca de quinze espécies de grandes mamíferos no santuário, bem como cerca de cento e cinquenta espécies de aves. Este é o local a partir do qual o governo indiano inaugurou o Projeto Snow Leopard. Este projeto visa fornecer medidas especiais de conservação para proteger o leopardo da neve. Esse predador ameaçado de extinção é ameaçado pelo declínio de animais selvagens para caça, caça furtiva em sua pele e partes do corpo e morte por agricultores para proteger seus animais.